# 아다지오
《아다지오》(Adagio)는 2023년 개봉한 이탈리아의 액션 범죄 스릴러 영화이다.

## 출연진

### 주연
- 피에르프란체스코 파비노 - 로미오 '카멜로' 바레타 역
- 토니 세르빌로 - 마리오 '데이토나' 코레티 역
- 아드리아노 지아니니 - 바스코 역
- 발레리오 마스딴드리아 - 폴늄 역

### 조연
- 로렌초 아도르니 - 마시모 역
- 프란체스코 디 레바 - 브루노 역